# Michael Thonet
Michael Thonet (Boppard, 2 luglio 1796 – Vienna, 3 marzo 1871) è stato un ebanista austro-ungarico, uno dei protagonisti del design del periodo dell'epoca vittoriana.

## Biografia

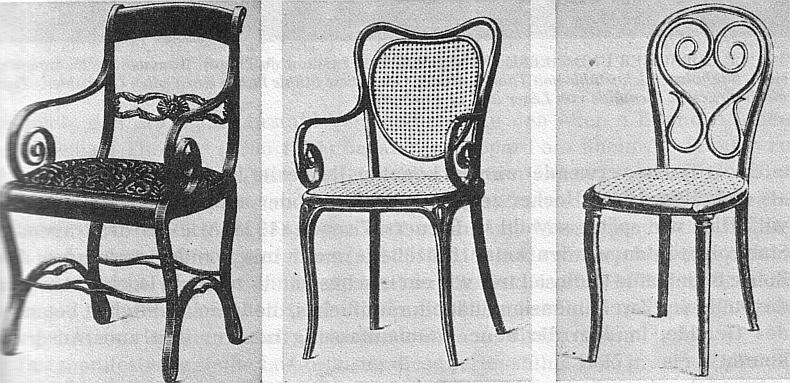
Sedie Thonet

Negli anni intorno al 1830, Thonet compie i suoi esperimenti con strisce di impiallacciatura ammorbidite nella colla bollente prima di inventare i “mobili in legno curvato”. Nel 1842, il principe Metternich, colpito dal talento dell'ebanista renano lo chiama a Vienna. Qui Michael Thonet si dedica, con i propri figli, a realizzare parquet e mobili per il Palazzo Liechtenstein e il Palazzo Schwarzenberg. Con la creazione della sedia n° 14 per il caffè Daum sul Kohlmarkt di Vienna conquista ben presto la scena dei caffè viennesi, ponendo le basi per lo sviluppo del settore dei mobili destinati alla “collettività”, ossia agli ambienti pubblici.

### L'attività produttiva
Proprio con questa tecnica di lavorazione del legno l'ebanista stupì molti fra i visitatori del Crystal Palace alla prima esposizione universale, rivoluzionando, di fatto, la concezione della lavorazione del legno di quel periodo. La curvatura del legno tramite vapore consentiva forme sinuose ed eleganti, pur mantenendo un aspetto delle superfici "pulito" e quindi combinava il classico al moderno in realizzazioni molto difficili da ottenere con i sistemi di lavorazione tradizionali. Il tutto era combinato a un'inusuale semplicità e leggerezza.
Con la rivoluzione del 1848 molte persone perdono il lavoro e trovano un altro impiego nelle nuove fabbriche di Thonet, dove sono in funzione le macchine a vapore. Iniziano ad arrivare le prime commesse dall'estero. Il successo giunge nel 1859, quando l'azienda Gebrüder Thonet dei figli di Michael presenta la sedia n. 14 in legno massello curvato, la celebre “sedia in paglia di Vienna” annoverata oggi fra le icone della storia del design. I fratelli Thonet comprendono ben presto la necessità di integrare nel proprio lavoro le nuove tendenze e gli sviluppi tecnici, facendo proprie talune intuizioni ancora allo stato embrionale. Fin dall'inizio presentano le proprie creazioni alle esposizioni industriali e artigianali dell'epoca. I cataloghi plurilingue dell'azienda Gebrüder Thonet contribuiscono a far conoscere i prodotti all'estero che diventano ben presto dei best seller. Nascono così filiali di vendita nei Paesi confinanti come pure in quelli più lontani, fino a sviluppare una rete di distribuzione di mobili Thonet in tutto il mondo.

### Il passaggio verso l'industrializzazione

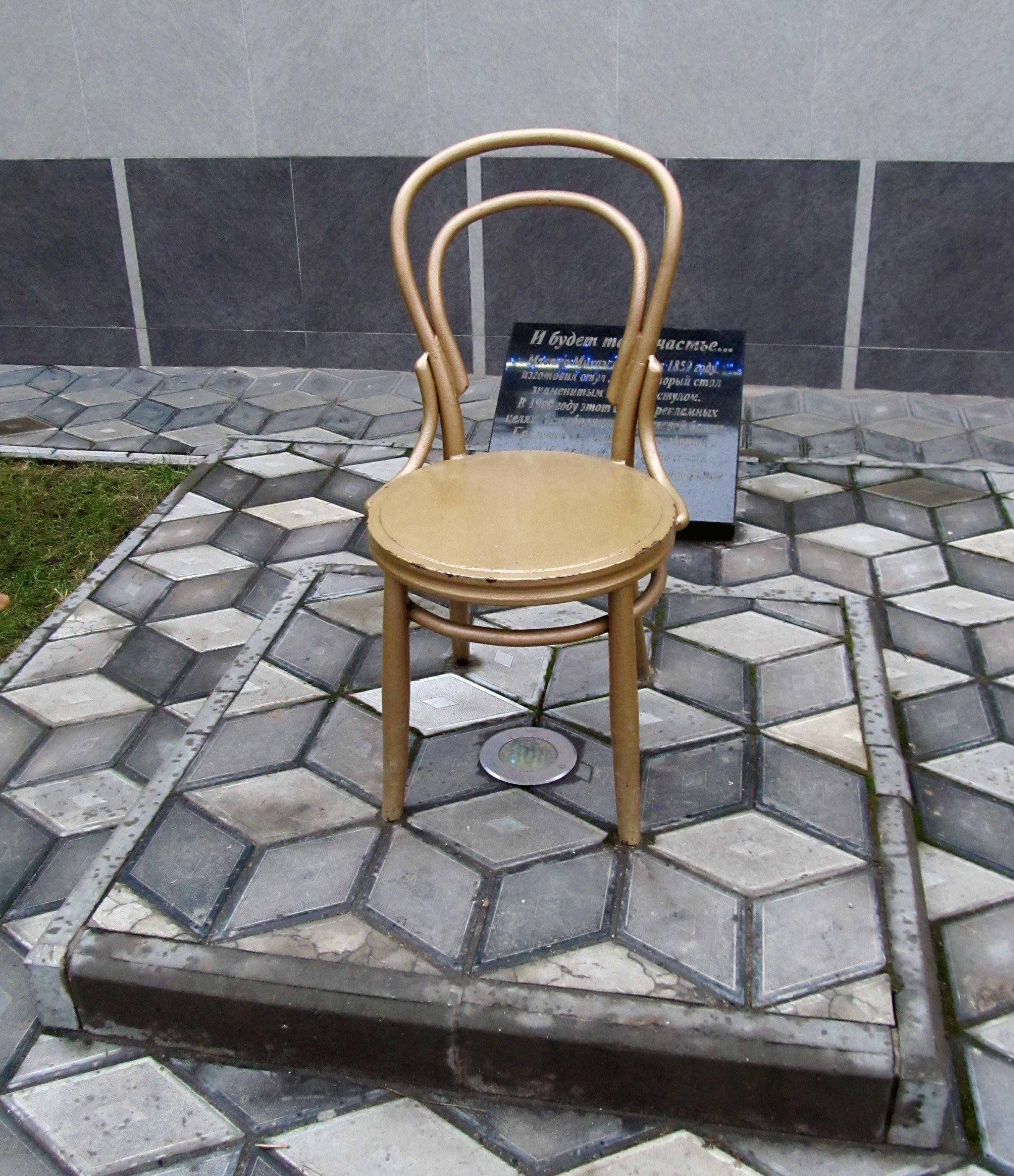
Monumento a Michael Thonet rappresentante la storica sedia n. 14

L'azienda ha avuto una certa rilevanza durante il passaggio dalla produzione artigianale a quella industriale e semi-industriale: la Thonet infatti puntava proprio sulla riduzione del numero di pezzi e del tempo necessario al montaggio. Il metodo di lavorazione, soprattutto, non era più puramente artigianale, bensì semi-meccanizzato: soluzione adottata anche da altre aziende del settore, italiane e non. A quel tempo gran parte delle sedie in legno venivano ancora realizzate completamente a mano per incisione e sottrazione del materiale affidata ad artigiani, artisti dove in ogni pezzo era evidente la creatività e la manualità del suo realizzatore. La produzione della Thonet era invece standardizzata, ricavata su progetto preliminare antecedente e riprodotta in serie. Thonet applicava alle sue sedie anche delle soluzioni per contenere i costi: utilizzava per esempio delle sostanze chimiche, grazie alle quali ridusse l'impiego di costose essenze di legno, sostituendole con sottili impiallacciature.

### La tecnica di lavorazione del legno curvato
La messa a punto di una tecnica innovativa per curvare il legno massello (a vapore a caldo), prima attraverso la bollitura della colla, quindi umidificandolo attraverso il vapore acqueo, generato da un'autoclave, per poi conferirgli la curvatura desiderata in forme di metallo e renderlo nuovamente rigido con l'essiccatura in forni. Quest'ultimo procedimento venne poi brevettato nel 1842.

### Morte
Michael Thonet muore a Vienna nel 1871, e l'attività viene portata avanti dai suoi figli.

### Gli anni dopo il 1900
L'anno 1900 segna una svolta: da adesso, i mobili di Thonet non sono più creati solo da anonimi collaboratori. In questa epoca, infatti, gli architetti della Secessione (Josef Hoffmann, Adolf Loos, Otto Wagner, Marcel Kammerer) scoprono il potenziale creativo del legno curvato e lo impiegano nello spazio, nell'architettura. Nasce così il connubio fra stile Liberty e legno curvato.
A questo periodo segue una fase di disincanto. Con la crisi degli ideali borghesi durante la prima guerra mondiale e l'avvento del movimento della “Nuova Oggettività” degli anni Venti si fa strada l'esigenza di forme che non siano manipolate da macchine. Per gli architetti del periodo Bauhaus, la sedia in paglia di Vienna prodotta da Thonet rispecchia perfettamente l'ideale del mobile contemporaneo ed esprime lo spirito moderno. In grande voga fra gli architetti è adesso anche un altro materiale, simile per sobrietà e autenticità al legno curvato: si tratta dell'acciaio tubolare. L'invenzione dei mobili in tubolare d'acciaio, realizzati curvando il materiale a freddo, rappresenta una vera rivoluzione per l'epoca e segna l'inizio di una nuova era nella storia del design.
Il Museo austriaco delle arti applicate di Vienna ed il museo di Thonet GmbH a Frankenberg, in Assia, possiedono una delle più ampie collezioni di sedie originali della Thonet.